# Tartu FC Santos
Tartu FC Santos (est. Tartu Football Club Santos) – estoński klub piłkarski, mający siedzibę w mieście Tartu, w południowo-wschodniej części kraju, grający od sezonu 2020 w rozgrywkach III liiga lõuna.

## Historia
Chronologia nazw:
- 2006: Tartu FC Santos
- 2008: Tartu FC Santos – po  dołączeniu Tartu Välk 494
- 2013: Tartu FC Santos – po  dołączeniu Tartu Quattromed

Klub piłkarski Tartu FC Santos został założony w miejscowości Tartu 17 marca 2006 roku jako klub młodzieżowy. W 2008 roku do klubu dołączył Tartu Välk 494 (który powstał w 2003), aby wziąć udział w mistrzostwach Estonii w piłce nożnej. W sezonie 2008 zespół startował w II liiga Lääs/Lõuna (D3). Debiutowy sezon zakończył na pierwszym miejscu. Ale zrezygnował z awansu i kolejne cztery lata funkcjonował jako szkółka piłkarska.
Przed sezonem 2013 klub Tartu Quattromed został przemianowany na Tartu FC Santos i ponownie startował w rozgrywkach II liiga Lääs/Lõuna, która po wprowadzeniu Esiliiga B spadła na czwarty poziom. Po wygraniu grupy południe/zachód w finale pokonał 2:1 zwycięzcę grupy północ/wschód Maardu FC Starbunker i jako mistrz czwartej ligi zdobył awans do Esiliiga B. 
W 2014 drużyna zajęła drugie miejsce w trzeciej lidze i awansowała do Esiliiga. Przez kolejne cztery sezony zespół występował na drugim poziomie estońskiej piłki nożnej. W 2018 roku zajął 7.miejsce, ale w następnym sezonie 2019 postanowił występować na czwartym poziomie. Zespół startował o dwa poziomy niżej w II liiga ida/põhi. Po zakończeniu sezonu spadł do piątej ligi – III liiga lõuna.

## Barwy klubowe, strój, herb, hymn
|  |  |

Klub ma barwy czerwono-białe. Piłkarze domowe spotkania zazwyczaj grają w białych koszulkach z pionowymi czerwonymi pasami, czerwonych spodenkach oraz czerwonych getrach.

## Sukcesy

### Trofea międzynarodowe
| \| \| Zdobyte trofea w rozgrywkach międzynarodowych (stan na: 31-05-2022) \| |                                                                     |      |          |
| Rozgrywki                                                                    | Osiągnięcie                                                         | Razy | Sezon(y) |
| · Liga Mistrzów · (Puchar Europy)                                            | zdobywca                                                            | 0    |          |
| · Liga Mistrzów · (Puchar Europy)                                            | finalista                                                           | 0    |          |
| · Liga Europy · (Puchar UEFA)                                                | zdobywca                                                            | 0    |          |
| · Liga Europy · (Puchar UEFA)                                                | finalista                                                           | 0    |          |
| · Liga Europy · (Puchar UEFA)                                                | 1 runda kw.                                                         | 1    | 2014/15  |
| · Puchar Zdobywców                                                           | zdobywca                                                            | 0    |          |
| · Puchar Zdobywców                                                           | finalista                                                           | 0    |          |
| · Superpuchar UEFA                                                           | zdobywca                                                            | 0    |          |
| · Superpuchar UEFA                                                           | finalista                                                           | 0    |          |
| · Puchar Intertoto                                                           | zdobywca                                                            | 0    |          |
| · Puchar Intertoto                                                           | finalista                                                           | 0    |          |
| FIFA                                                                         | Zdobyte trofea w rozgrywkach międzynarodowych (stan na: 31-05-2022) |      |          |

### Trofea krajowe
| \| \| Zdobyte trofea w rozgrywkach Estonii (stan na: 31-12-2022) \| |                                                            |      |          |
| Rozgrywki                                                           | Osiągnięcie                                                | Razy | Sezon(y) |
| Mistrzostwo                                                         | I miejsce                                                  | 0    |          |
| Mistrzostwo                                                         | II miejsce                                                 | 0    |          |
| Mistrzostwo                                                         | III miejsce                                                | 0    |          |
| Puchar                                                              | zdobywca                                                   | 0    |          |
| Puchar                                                              | finalista                                                  | 1    | 2014     |
| Superpuchar                                                         | zdobywca                                                   | 0    |          |
| Superpuchar                                                         | finalista                                                  | 1    | 2015     |
| II liga                                                             | I miejsce                                                  | 0    |          |
| II liga                                                             | II miejsce                                                 | 0    |          |
| II liga                                                             | III miejsce                                                | 0    |          |
| II liga                                                             | 6.miejsce                                                  | 1    | 2016     |
| Estonia                                                             | Zdobyte trofea w rozgrywkach Estonii (stan na: 31-12-2022) |      |          |

- II liiga/Esiliiga B (D3):
  - mistrz (2x): 2006, 2008
  - wicemistrz (1x): 2014

- III liiga/II liiga (D4):
  - mistrz (2x): 2005, 2013

## Poszczególne sezony

### Rozgrywki międzynarodowe

#### Europejskie puchary
Legenda do wszystkich tabel:
- Q – runda eliminacyjna, 1/16, 1/8, 1/4, 1/2 – odpowiednia faza rozgrywek, Grupa – runda grupowa, 1r gr – pierwsza runda grupowa, 2r gr – druga runda grupowa, F – finał, R – runda, PO – play-off
- k. – rzuty karne, los. – losowanie, Dogr. – dogrywka, w. – zasada bramek strzelonych na wyjeździe

| Sezon   | Rozgrywki   | Runda | Klub      | Dom | Wyjazd | Ogólnie |
| ------- | ----------- | ----- | --------- | --- | ------ | ------- |
| 2014/15 | Liga Europy | 1Q    | Tromsø IL | 0–7 | 1–6    | 1–13    |

### Rozgrywki krajowe
| \| Estonia \| Bilans występów klubu w rozgrywkach piłkarskich Estonii (Stan na 31 lipca 2022 r.) \| \| |                                                                                    |        |       |   |   |   |    |    |     |                  |        |        |      |
| Poziom                                                                                                 | Rozgrywki                                                                          | Sezony | Mecze | Z | R | P | B+ | B– | Pkt | Lata             | Awanse | Spadki | Naj. |
| I | Meistriliiga                                                                       | 0      |       |   |   |   |    |    |     |                  | 0      | 0      |      |
| II | Esiliiga                                                                           | 5      |       |   |   |   |    |    |     | 2007, 2015–2018  | 0      | 2      | 6    |
| III | II liiga/Esiliiga B                                                                | 3      |       |   |   |   |    |    |     | 2006, 2008, 2014 | 2      | 1      | 1    |
| IV | III liiga/II liiga                                                                 | 3      |       |   |   |   |    |    |     | 2005, 2013, 2019 | 2      | 1      | 1    |
| | Puchar Estonii                                                                     | 7      |       |   |   |   |    |    |     | 2007–2018        | 0      | 0      | 2    |
| Estonia                                                                                                | Bilans występów klubu w rozgrywkach piłkarskich Estonii (Stan na 31 lipca 2022 r.) |        |       |   |   |   |    |    |     |                  |        |        |      |

## Piłkarze, trenerzy, prezydenci i właściciele klubu

### Trenerzy
- 201?–21.04.2014:  Mikk Laas
- 21.04.2014–12.2014:  Algimantas Liubinskas
- 2015–2017:  Siim Säesk
- 2017–...:  Janar Sagim

### Prezydenci
- 201?–...:  Meelis Eelmäe

## Struktura klubu

### Stadion
Klub piłkarski rozgrywa swoje mecze domowe na stadionie ze sztuczną trawą Annelinna w Tartu, który został wybudowany w 2005 roku, po rekonstrukcji w 2015 roku boisko uzyskało wymiary 105x68 m oraz oświetlenie 500 luksów.

## Rywalizacja z innymi klubami

### Derby
- Tartu JK Welco